# Universidad de Aconcagua
La Universidad de Aconcagua es una universidad privada chilena, cuya casa central se ubica en la ciudad de San Felipe. Cuenta con sedes en nueve ciudades del país. Fue reconocida como universidad en 1990, alcanzando la condición de institución autónoma en enero de 2006, según la resolución exenta N° 568 del Ministerio de Educación de Chile.

## Sedes
Las sedes con oferta académica de la Universidad de Aconcagua son: Calama, San Felipe, Los Andes, Rancagua-Machalí, y Ancud.
Las otras sedes, sin oferta académica, están en La Serena, Quilpué, Temuco y Puerto Montt.
Anteriormente tuvo sedes también en Tocopilla, Vallenar, Illapel, La Ligua, San Antonio, Santiago, Linares, Chillán, Concepción, Viña del Mar y Valdivia.

## Administración
Algunos de los rectores de la universidad han sido los siguientes:
- Horacio Ríos Domic (Actual)
- Bernardino Sánchez Vera
- Katherine López Arias
- José Francisco Aguirre Ossa

## Carreras
Esta universidad cuenta con 3 facultades (Salud - Humanidades, Ciencias Jurídicas y Sociales - Ingenierías, Tecnologías e Innovación).
Cuenta con modalidades presencial - semipresencial y a distancia (online)
Ofrece también Programas de Prosecución de Estudios (PCE) y Programas para Trabajadores (PT)
Las principales carreras por facultad son: